# Meira Hot
Meira Hot, slovenska pravnica in političarka; * 14. februar 1980, Koper.
Od leta 2018 je poslanka, od 13. maja 2022 pa tudi podpredsednica Državnega zbora Republike Slovenije.

## Življenjepis
Leta 1998 je maturirala na Gimnaziji Piran in leta 2004 z odliko diplomirala na Pravni fakulteti Univerze v Ljubljani. Istega leta je opravila nacionalni izpit za licenco za posredovanje v prometu z nepremičninami. Leta 2018 je na Pravni fakulteti Univerze v Mariboru opravila magistrsko delo s področja mednarodnega prava. Leta 2018 je obiskovala zadnji letnik doktorskega študija mednarodne in diplomatske študije na Fakulteti za državne in evropske študije Nove univerze. Med letoma 2004 in 2011 je bila direktorica in pravnica podjetja Veda Invest d.o.o. Ukvarja se tudi z dobrodelnostjo. 

### Politika
Leta 2010 je bila izvoljena za občinsko svetnico v Občini Piran. Naslednje leto je postala nepoklicna podžupanja občine, leta 2014 pa poklicna. Na državnozborskih volitvah leta 2018 je bila na listi Socialnih demokratov izvoljena za poslanko v Državnem zboru Republike Slovenije. Med drugim je bila v tem mandatu podpredsednica odbora za pravosodje. Na listi SD je ponovno kandidirala tudi leta 2022. Prejela je 1.097 oz. 11,86 % glasov in bila ponovno izvoljena za poslanko.
13. maja 2022 je bila na izvoljena za podpredsednico Državnega zbora Republike Slovenije. Prejela je 63 glasov podpore, 10 poslancev je bilo proti.